# Jiří Dozorec
Jiří Dozorec (* 23. dubna 1977 Jablonec nad Nisou) je bývalý profesionální fotbalista hrající druhou ligu za klub FK Jablonec, Bohemians 1905, FK Turnov, SC Xaverov a FK Spolana Neratovice. 
Jeho otec Jiří Dozorec hrál v československé lize za LIAZ Jablonec.

## Kariéra

### Juniorská kariéra
Svoji kariéru začínal v Jablonci, kde hrál za žákovský a později i za dorostenecký klub. V 16 letech se dostal do výběru České a Slovenské Federativní Republiky a poté už české reprezentace do 16 let a 17 let.  
Trenér reprezentace si ho vybral při zápase Jablonec vs AC Sparta Praha, který jablonečtí vyhráli 2-4 a všechny čtyři góly dal Jiří Dozorec. Dozorec byl v nominaci pro zápasy v Itálii a na mistrovství světa v Japonsku.[zdroj?]

### Kariéra dospělého
Jiří Dozorec hrál za FK Jablonec,  než ho získal pražský klub Bohemians 1905. V roce 2004 ve věku 26 přestoupil do klubu SK Union Čelákovice. S manželkou Helenou založil rodinu, dceru Alici a syna Jiřího, s níž se přestěhoval do Čelákovic. Od roku 2009 působil jako hrající trenér A-týmu Sportovní Sdružení Ostrá, za který nastupoval s kapitánskou páskou a s číslem 7. Vedl také jako trenér mládežnické týmy Ostré. Spolu s A-týmem S.S. Ostrá postoupil poprvé v historii klubu do I.A třídy a Středočeského přeboru. V  kádru hrál mimo jiné i s Petrem Mikolandou. Následně se posunul na pozici trenéra FK Viktoria Žižkov B v Pražském přeboru. Po tomto angažmá působil jako asistent divizní FK Polaban Nymburk a poslední zápas už vedl jako hlavní trenér.[zdroj?]